# ワンデーストリート
ワンデーストリートとは、1991年（平成3年）3月に完成した「歩行者専用地下道1号線」のうち、東京都庁第二庁舎と各線新宿駅を結ぶ、全長737メートルに達する歩行者専用地下道のことである。

## 概略
この地下道は、都庁舎の移転に併せて歩行者専用地下道1号線として計画され、ワンデーストリートとシーズンロードの2本から構成される。
このうちワンデーストリートは都庁第二庁舎と各線新宿駅を結び、シーズンロードは京王プラザホテル敷地を通り、新宿副都心4号街路地下道までを結んでいる。
維持・保全は東京都建設局、東京都第三建設事務所が管轄し、日々の安全など管理運用業務は公益財団法人東京都道路整備保全公社が行う。
この整備事業は、1956年（昭和31年）3月の首都圏整備法制定に始まり、総事業費657億円からあてられた。